# 조지 뉴랜즈
조지 뉴랜즈 (George McLeod Newlands)는 조직신학, 그리스도론, 해방 신학, 그리고 기독교 사상사 분야에서 활발하게 출판을 하는 스코틀랜드 신학자이다. 글래스고 대학교 신학 교수이며 영국의 2008년 영국의 고등연구기관의 신학분과의 위원장을 맡았으며 2013-4년까지 영국신학 학회 회장을 역임하였다.  토렌스 가문에 속한 로널드 월레스의 사위이다.  하나님의 사랑에 근거한 기독론을 주장한다. 그의 저서인 Hilary of Poitiers: a Study in Theological Method (1978)과, Theology of the Love of God (1980),에서 하나님의 사랑이 기독교 신학의 구조적인 요소가 되어야 한다고 한다.

## 같이 보기
- 토렌스 가문

## 주된 출판물
- - Christ and Human Rights[깨진 링크(과거 내용 찾기)], 2006.
  - The Transformative Imagination: Rethinking Intercultural Theology, 2004.
  - John and Donald Baillie: Transatlantic Theology, 2002.
  - Generosity and the Christian Future, 1997. (The Henson Lectures for 1995.)
  - God in Christian Perspective, 1994.
  - Making Christian Decisions, 1985.
  - The Church of God, 1984.
  - Theology of the Love of God, 1980.
  - Hilary of Poitiers: A Study in Theological Method, 1978.

## 참조
- 글래스고 대학교 교수 목록
- 글래스고 신의 교수
- 케임브리지 트리니티 홀
- 글래스고 트리니티 대학
- 글래스고 대학교